# Schlacht am Frigidus

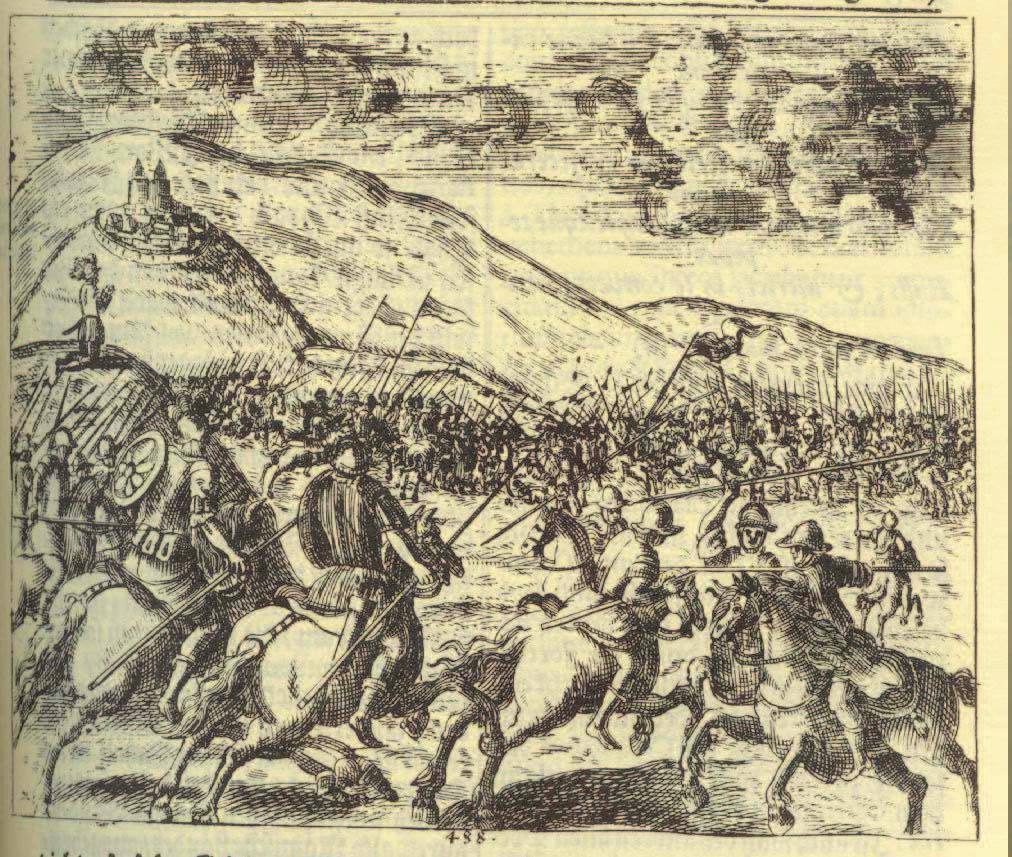
Fiktive, historisierende Darstellung der Schlacht am Frigidus in Die Ehre dess Hertzogthums Crain (1689) von Johann Weichard von Valvasor

Die Schlacht am Frigidus war Teil eines römischen Bürgerkriegs am Ende des 4. Jahrhunderts. Im heutigen Slowenien siegte der (ost-)römische Kaiser Theodosius I. am 5./6. September des Jahres 394 über seine (west-)römischen Rivalen Arbogast und Eugenius. Es war eine der größten Schlachten in der Geschichte des Römischen Reiches. Insbesondere nach einer älteren Sichtweise bedeutete sie zudem den endgültigen Sieg des Christentums über die alte römische Religion; die moderne Forschung betrachtet den Bürgerkrieg jedoch in der Regel nicht mehr als religiösen Konflikt. Die mit großer Verbissenheit geführte Schlacht gilt als eine der blutigsten des gesamten Altertums.

## Vorgeschichte
Arbogast, einem römischen magister militum fränkischer Herkunft, war unter dem jungen Kaiser Valentinian II. als Heermeister der Aufstieg zum eigentlichen Herrn des Westens gelungen. Als der Kaiser im Mai 392 in Vienne erhängt aufgefunden wurde, galt Arbogast – direkt oder indirekt – als für den Tod Verantwortlicher, auch deshalb, weil Arbogast drei Monate später seinen Schützling Eugenius, einen Rhetoriklehrer und Hofbeamten, zum neuen weströmischen Kaiser ausrufen ließ, nachdem der östliche Kaiserhof keinen eigenen Kandidaten benannt hatte.
Arbogast selbst war Heide, und der moderate Christ Eugenius stand dem Heidentum relativ tolerant gegenüber, was ihm zwar die Unterstützung einiger altgläubiger Senatoren einbrachte, zugleich aber Theodosius I., den Kaiser der östlichen Reichshälfte, zusätzlich provozieren musste, da dieser in diesen Jahren gerade daranging, in seinem Reichsteil das Christentum zur Staatsreligion aufzuwerten. Eugenius bemühte sich zunächst vergeblich um die Unterstützung der christlichen Bischöfe und um die Anerkennung durch Theodosius, erst dann kam er den Altgläubigen teilweise entgegen. Nunmehr hatte Theodosius, der als ranghöchster Kaiser (senior Augustus) eigentlich über die Ernennung von Unterkaisern zu entscheiden hatte, den willkommenen Anlass, im Westen einzugreifen. Die antiheidnische Gesetzgebung wurde Ende 392 nochmals verschärft.
Theodosius ignorierte die Verhandlungsangebote seiner Gegner, die eine Anerkennung des Eugenius erbaten, erhob vielmehr seinen jüngeren Sohn Honorius 393 demonstrativ zum Mitkaiser für den Westen, verbot alle nichtchristlichen Kulte und mobilisierte eine gewaltige Streitmacht von angeblich über 100.000 Soldaten, die er den Heermeistern Flavius Timasius und Stilicho unterstellte; der Armee gehörten auch über 20.000 Visigoten an, die vermutlich bereits von Alarich I. geführt wurden. Einige moderne Forscher bezweifeln allerdings die hohen Zahlenangaben der antiken Quellen; so geht etwa David S. Potter davon aus, Theodosius habe nur höchstens 40.000 Mann (allerdings zuzüglich der visigotischen Foederaten) aufbieten können. In jedem Fall kämpften auf beiden Seiten – bis in die Führungsebene hinein – Heiden und Christen, was ein deutliches Zeichen dafür ist, dass der Konflikt nicht primär als Religionskrieg zu verstehen ist: Vielmehr ging es wohl um einen politischen Konflikt zwischen Kaiser und Usurpator, der erst im Nachhinein religiös aufgeladen wurde.

## Verlauf der Schlacht
Der Feldzug des Theodosius und die Schlacht selbst sind von zahlreichen Legenden umwoben, da sie im Nachhinein zum Schicksalskampf zwischen Christen- und Heidentum hochstilisiert wurden, so dass der genaue Ablauf umstritten ist.

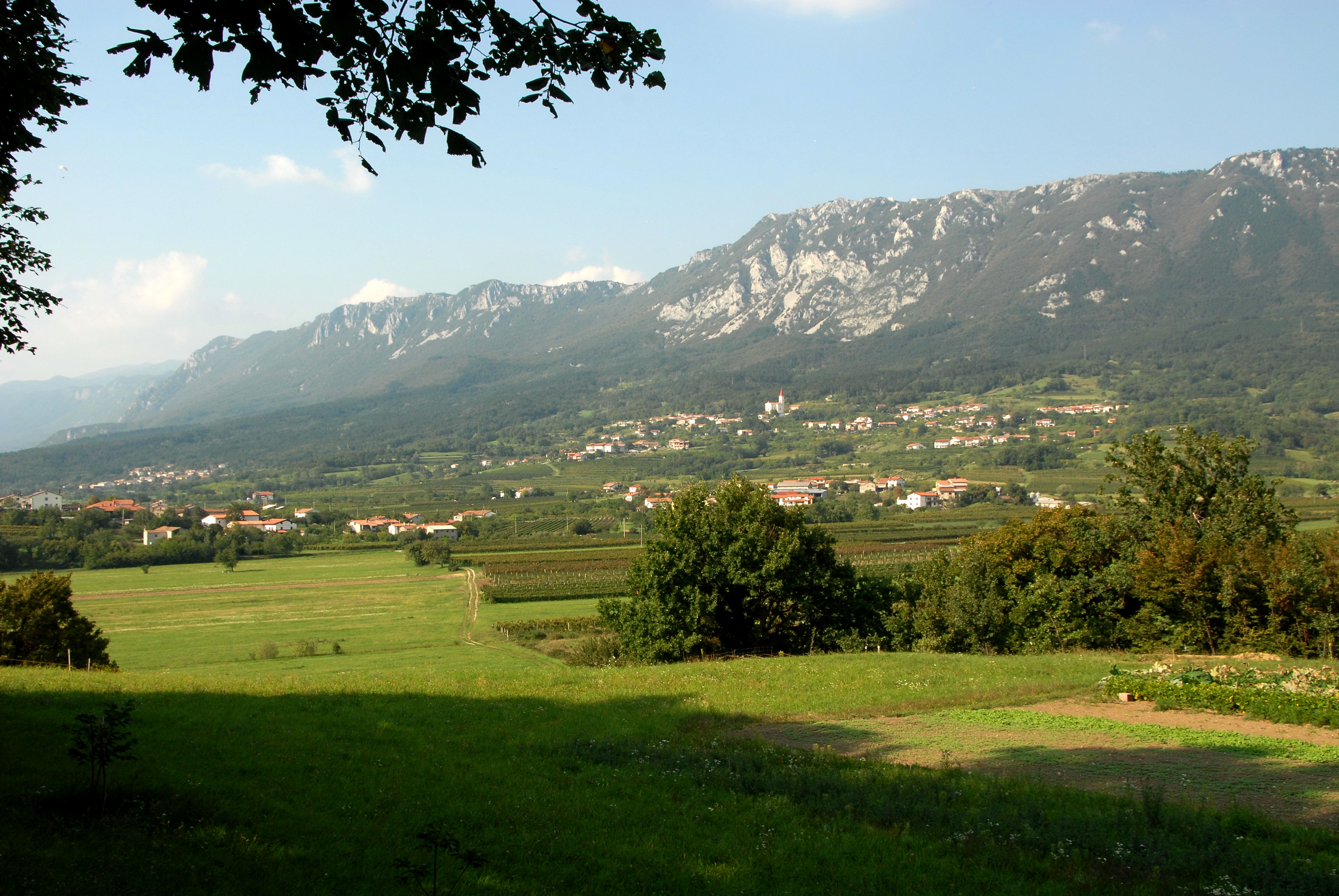
Blick vom Schloss Zemono in Richtung Duplje und Budanje mit dem Ternowaner Wald im Hintergrund

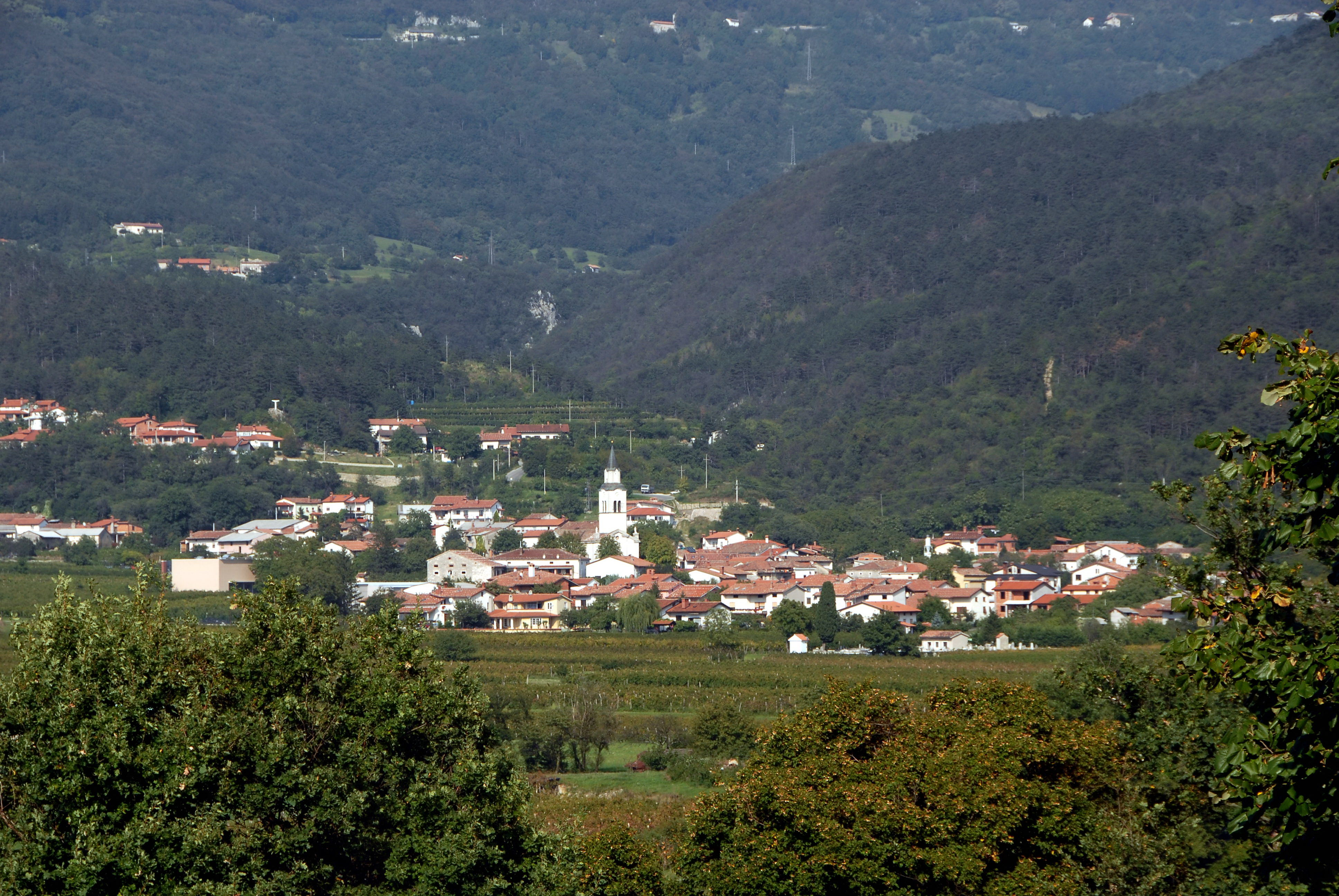
Vrhpolje bei Vipava

Von strategischer Bedeutung war der Übergang nach Italien, der durch die Claustra Alpium Iuliarum gesichert wurde, ein System aus Befestigungen und Sperrmauern in den Julischen Alpen. Wie archäologische Hinweise vermuten lassen, wurde dessen Zentrum, das Kastell Ad Pirum an der Straße Via Gemina zwischen Emona (Ljubljana) und Aquileia auf der Passhöhe Hrušica im Birnbaumer Wald, von den Truppen des Theodosius gewaltsam eingenommen. Die literarischen Quellen sprechen dagegen eher dafür, dass die Passhöhe schon vor Ankunft der östlichen Truppen vom Westheer geräumt worden war. Nach Angaben des Kirchenhistorikers Theodoret verbrachte der Kaiser hier die Nacht vor der Schlacht im Gebet. Im Traum seien ihm Johannes der Täufer und der Apostel Philippus erschienen und hätten ihm befohlen, seine Truppen zur Schlacht zu ordnen. Ein Soldat habe den gleichen Traum gehabt.
Beim Abstieg von der Passhöhe fiel dem Heereszug des Theodosius ein starkes weströmisches Truppenkontingent in den Rücken, das sich in den Schluchten des Gebirges verborgen hatte und unter dem Befehl des Arbitio stand. Nach der schriftlichen Zusage von Geldzahlungen lief Arbitio aber hochverräterisch mit seinen Truppen zu Theodosius über. Die Soldaten des Theodosius trafen dann vermutlich in der Nähe von Castra (Ajdovščina) im Wippachtal auf die von Arbogast kommandierte Hauptstreitmacht des Eugenius. Der Frigidus wird üblicherweise mit dem Flüsschen Hubelj identifiziert, das heute durch Ajdovščina fließt, nach anderen Meinungen handelt es sich um die Vipava oder den Unterlauf des Isonzo. Der genaue Ort der Schlacht ist unbekannt, er wird aber gemeinhin im Bereich der heutigen Dörfer Vrhpolje, Duplje und Zemono lokalisiert. Nach einer neueren Hypothese fand die Schlacht etwas weiter bergaufwärts bei Sanabor und Col statt.
Angeblich hatte man auf Seiten des Eugenius eine große Jupiterstatue errichten lassen, um die Heiden unter den Männern zu ermutigen. Mehrere antike Historiker bezeugen, dass die Schlacht von einer Nacht unterbrochen wurde, sich also über zwei Tage erstreckte. Auf beiden Seiten wurde offenbar mit äußerster Erbitterung und Grausamkeit gekämpft. Besonders die gotischen Foederaten, die Theodosius als erstes gegen den Feind anstürmen ließ, erlitten am ersten Tag der Schlacht sehr schwere Verluste – Orosius spricht von über 10.000 erschlagenen Goten, was etwa jedem zweiten Mann entsprach. Auch Bacurius, ein comes domesticorum des Theodosius, fiel im Kampf, in dem die weströmischen Truppen zunächst wohl die Oberhand behielten.
Am zweiten Tag errang Theodosius jedoch schließlich den Sieg, nach christlicher Lesart mit Gottes Hilfe: Nachdem Theodosius von einem erhöhten Felsen aus, wo ihn die feindlichen und die eigenen Truppen sehen konnten, zu Gott gebetet hatte, soll ein plötzlich auftretender starker Wind die Geschosse der Truppen des Eugenius zurückgetrieben und den Soldaten den Staub in die Augen getrieben haben. Tatsächlich gehört die in dieser Gegend noch heute gefürchtete Bora, ein kalter und böiger Fallwind, zu den stärksten Winden der Welt. Die Darstellung des plötzlich auftretenden Windes ist bereits in der frühen Quelle des Rufinus von Aquileia bezeugt, sie erinnert jedoch an ähnliche Wunder, die bei anderen Schlachten eingetreten sein sollen, weshalb einige Historiker den Wahrheitsgehalt anzweifeln. Der heidnische Historiker Zosimos berichtet ein Jahrhundert später, dass die Truppen des Eugenius, die sich nach dem ersten Tag schon als Sieger gefühlt hätten, beim Essen überrascht worden seien. Schließlich gewann die Armee des Ostens jedenfalls die Oberhand, Eugenius wurde gefangen genommen und noch am selben Tag von Soldaten getötet. Arbogast floh und beging (zwei Tage später?) Selbstmord.
Nach dem Sieg übernahm Theodosius die gefangenen Soldaten des Eugenius in sein Heer, und den prominenten Heiden gewährte er Amnestie, aber keine Toleranz. So konnte Theodosius triumphierend in Italien Einzug halten und das Römische Reich faktisch ein letztes Mal unter einem einzigen Herrscher vereinen (de iure herrschte er allerdings gemeinsam mit seinen beiden Söhnen als Mitkaisern).

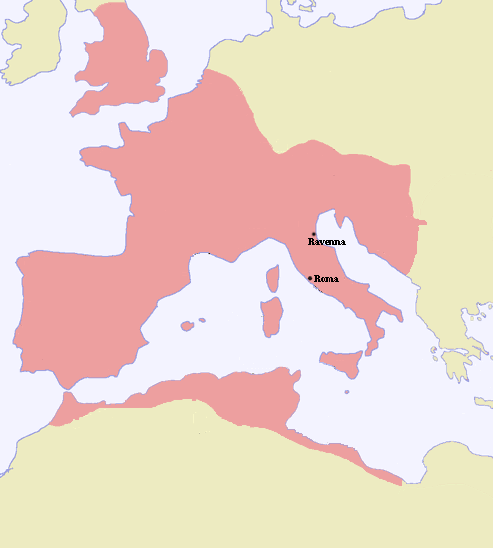
Die Ausdehnung des Weströmischen Reiches zum Zeitpunkt der Teilung im Jahre 395

## Folgen
Theodosius starb bereits vier Monate später am 17. Januar 395 in Mailand, so dass das Römische Reich nun faktisch endgültig in zwei Teile zerfiel, die von seinen beiden Söhnen Arcadius und Honorius regiert wurden. Die beiden Bürgerkriege, die Theodosius gegen den Westen geführt hatte, dürften dabei erheblich zur Entfremdung zwischen den beiden Reichsteilen beigetragen haben. Die verheerendste Auswirkung der Schlacht war aber sicherlich die militärische Schwächung Westroms: Seine Kerntruppen (Comitatenses) scheinen am Frigidus zum größten Teil aufgerieben worden zu sein, ein unersetzbarer Verlust, der sich schon wenig später bitter rächen sollte, da es Westrom – ganz besonders auch nach der Eroberung seiner reichen nordafrikanischen Provinzen durch die Vandalen seit 429 – fortan immer schwerer fiel, sich gegen seine äußeren Feinde zu behaupten, was schließlich zur Auflösung der westlichen Reichshälfte im späten 5. Jahrhundert n. Chr. führen sollte.
Als folgenreich erwies sich auch der Umstand, dass die gotischen Foederaten, die auf oströmischer Seite den höchsten Blutzoll entrichtet hatten, sich dafür nicht ausreichend belohnt fühlten, da sich die Römer nach Theodosius’ Tod nicht mehr an das von diesem geschlossene foedus gebunden fühlten, weshalb die Goten 395 gegen die Regierung in Ravenna rebellierten. Wenige Jahre später konnte ihr Anführer Alarich, der wiederholt auf die vermeintliche Undankbarkeit der Römer verwies, seine bei der Schlacht gewonnenen Ortskenntnisse in den Julischen Alpen nutzen, um die Goten sicher nach Italien zu führen und 410 Rom zu plündern.

## Bedeutung
Die Schlacht am Frigidus gilt traditionell oft als eine Auseinandersetzung zweier verschiedener Weltanschauungen: Der Christ Theodosius I. besiegte nach dieser Lesart den letzten Vertreter des antiken Heidentums und der Werte, auf denen das tausendjährige Römische Reich ruhte. Nach der Schlacht am Frigidus wurde das Christentum der einzige erlaubte Glaube im Imperium. Das Verbot des Heidentums und die endgültige Durchsetzung des Christentums sind der entscheidende Einschnitt in der ausgehenden Spätantike.
Doch weist die moderne Forschung auch darauf hin, dass auf beiden Seiten Heiden und Christen kämpften und dass sowohl Theodosius als auch Eugenius Christen waren. Daher wird der Bürgerkrieg, der in der Schlacht am Frigidus gipfelte, heute in der Regel nicht mehr als religiöser Konflikt betrachtet, obwohl Eugenius, hätte er gesiegt, vermutlich eine relativ tolerante Religionspolitik betrieben hätte. Es ging 394 nicht um eine Erneuerung des Heidentums, sondern einzig um die Macht im Imperium Romanum.

## Gedenken
Anlässlich des 1600. Jahrestages der Schlacht am Frigidus gab die slowenische Post im Jahr 1994 eine Sondermarke heraus. Im selben Jahr wurde oberhalb von Vrhpolje ein steinernes Kreuz errichtet, das durch seine T-Form an Kaiser Theodosius erinnern soll.